# Kreis Höxter
Kreis Höxter ligger i regeringsdistriktet Detmold i den tyske delstat Nordrhein-Westfalen.

## Kommuner
Kreisen havde 140667 indbyggere pr. 2018-12-31

- Bad Driburg 19002 (indb. pr. 2018-12-31)
- Beverungen 13115
- Borgentreich 8523
- Brakel 16270
- Höxter 28824
- Marienmünster 4962
- Nieheim 6093
- Steinheim 12657
- Warburg 23079
- Willebadessen 8142